# John Murtha

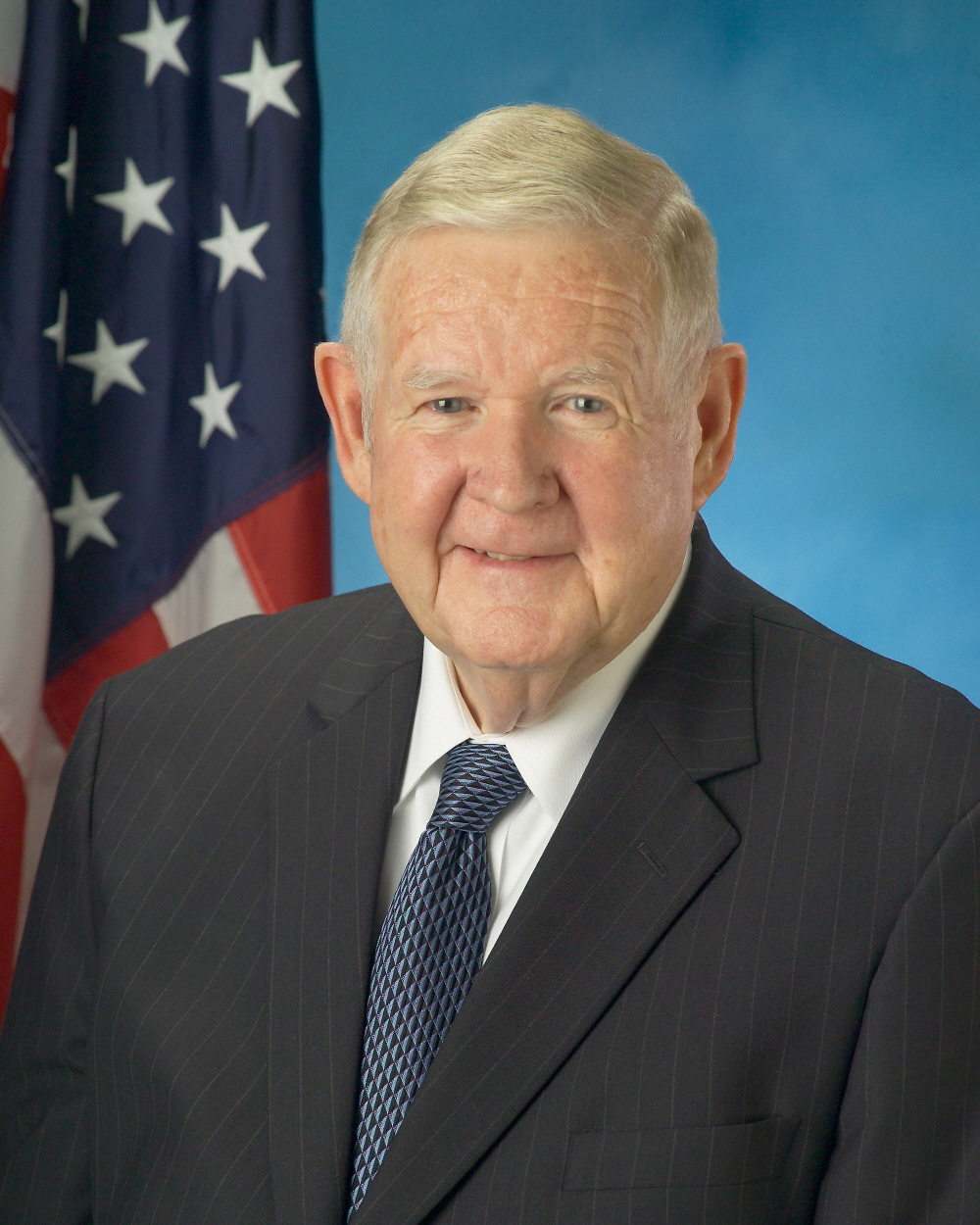
John Murtha im Jahr 2008

Unterschrift von John Murtha

John Patrick „Jack“ Murtha, Jr. (* 18. Juni 1932 in New Martinsville, Wetzel County, West Virginia; † 8. Februar 2010 in Arlington, Virginia) war ein US-amerikanischer Politiker (Demokratische Partei). Er vertrat von 1974 bis zu seinem Tod den 12. Wahlbezirk von Pennsylvania im Repräsentantenhaus der Vereinigten Staaten.

## Werdegang

### Ausbildung und militärische Laufbahn
Murtha schloss die High School in Mount Pleasant (Virginia) ab und begann ein Studium am Washington & Jefferson College in Washington (Pennsylvania). Dieses wurde 1952 durch seinen Wehrdienst unterbrochen, den er im Koreakrieg beim US Marine Corps leistete. Für sein Verhalten in Korea wurde er mit der American Spirit Honor Medal ausgezeichnet. Murtha blieb bei den Marines, wo er zunächst zum Drill Sergeant auf Parris Island befördert wurde. Er bewährte sich und durchlief daraufhin die Offiziersausbildung. 1959 schied er als Captain aus dem aktiven Militärdienst aus und wurde Chef einer Reservekompanie. 1966/67 diente er als Freiwilliger im Vietnamkrieg und wurde mehrfach ausgezeichnet. 1990 schied er im Dienstgrad eines Colonels aus.
Nach dem Ausscheiden aus dem aktiven Dienst 1959 studierte Murtha an der University of Pittsburgh sowie der Indiana University of Pennsylvania und erreichte einen Abschluss in Wirtschaftswissenschaften. Er nutzte dazu ein Stipendium nach der G. I. Bill of Rights.

### Berufliche und politische Laufbahn
In den 1960er-Jahren betrieb Murtha eine Autowaschanlage. Er engagierte sich in der Demokratischen Partei und war von 1968 bis 1974 Abgeordneter im Repräsentantenhaus von Pennsylvania. 1974 wurde er als erster Vietnam-Kriegsteilnehmer in das US-Repräsentantenhaus gewählt. Nach dem Wahlsieg der Demokraten 2006, bei dem diese nach zwölf Jahren republikanischer Mehrheit wieder die Mehrheit im Repräsentantenhaus erlangten, kandidierte Murtha für das Amt des House Majority Leader (Führer der Mehrheitsfraktion), unterlag jedoch seinem Gegenkandidaten Steny Hoyer aus Maryland.

### Orden und Ehrenzeichen
- American Spirit Honor Medal of the Marine Corps Recruit Department (Koreakrieg, 1952)
- Bronze Star with Combat V (Vietnamkrieg, 1966)
- Purple Heart (zweifach, Vietnamkrieg, 1966)
- Vietnam Gallantry Cross (Vietnamkrieg, 1966)
- Navy Distinguished Service Medal (zum Ausscheiden aus dem Militärdienst, 1990)

Die US Navy entschied sich zwei Monate nach Murthas Tod, ein amphibisches Angriffsschiff der San-Antonio-Klasse nach ihm zu benennen, die John P. Murtha.

### Tod
Murtha wurde im Dezember 2009 wegen Gallenblasenbeschwerden in einem Krankenhaus behandelt. Ende Januar 2010 begab er sich erneut für eine geplante operative Gallenblasenentfernung in ein Krankenhaus, musste aber ca. eine Woche nach der Operation wegen Komplikationen wieder aufgenommen und intensivmedizinisch behandelt werden. Er verstarb am 8. Februar 2010.